# 타니 카논
타니 카논(谷花音, 2004년 5월 4일 ~ )은 일본의 아역 배우이다.

## 출연 작품

### 드라마
- 아버지의 가장 긴 하루 (2009년)
- 아름다운 이웃 (2011년) - 아이다 미오 역
- 이름을 잃어버린 여신 (2011년)
- 전개걸 (2011년) - 사쿠라가와 히나타 역
- 파파돌! (2012년) - 하나무라 가나 역

### 영화
- 상경 이야기 (2013년) - 사키 역

### 극장 애니메이션
- 너의 이름은. (2016년) - 미야미즈 요츠하 역
- 새벽을 알리는 루의 노래 (2017년) - 루 역